# Лозуватка (річка)
Лозува́тка — річка в Україні, у межах Бердянського району Запорізької області. Впадає до Азовського моря. 

## Опис
Довжина річки 78 км, площа басейну 560 км². Долина трапецієподібна, завширшки понад 2 км. Заплава завширшки 200—300 м, у пониззі частково заболочена. Річище помірно звивисте (місцями дуже звивисте). Похил річки 1,7 м/км. Споруджено невелике водосховище і декілька ставів. 

## Розташування
Лозуватка бере початок на північний захід від села Зеленівка. Тече спершу на південний схід (місцями — на схід), біля села Софіївка робить різкий поворот на південь/південний захід, далі тече переважно на південний захід. Впадає в Азовське море (в Обитічну затоку) на південний схід від села Райнівка. 